# Меркёр (кантон)
Меркёр (фр. Mercœur) — кантон во Франции, находится в регионе Лимузен, департамент Коррез. Входит в состав округа Тюль.
Код INSEE кантона — 1916. Всего в кантон Меркёр входят 10 коммун, из них главной коммуной является Меркёр.

## Коммуны кантона
| Коммуна                   | Население, чел. (2007) | Почтовый индекс | Код INSEE |
| ------------------------- | ---------------------- | --------------- | --------- |
| Альтийак                  | 844                    | 19120           | 19007     |
| Бассиньяк-ле-Ба           | 94                     | 19430           | 19017     |
| Гуль                      | 346                    | 19430           | 19086     |
| Кан-Сен-Матюрен-Леобазель | 249                    | 19430           | 19034     |
| Ла-Шапель-Сен-Жеро        | 216                    | 19430           | 19045     |
| Меркёр                    | 248                    | 19430           | 19133     |
| Регад                     | 185                    | 19430           | 19171     |
| Секль                     | 223                    | 19430           | 19259     |
| Сен-Бонне-ле-Тур-де-Мерль | 43                     | 19430           | 19189     |
| Сен-Жюльен-ле-Пелерен     | 141                    | 19430           | 19215     |

## Население
Население кантона на 2007 год составляло 2 589 человек.
| 1962  | 1968  | 1975  | 1982  | 1990  | 1999  | 2006  | 2007  |
| ----- | ----- | ----- | ----- | ----- | ----- | ----- | ----- |
| 3 495 | 3 735 | 3 309 | 3 138 | 2 875 | 2 552 | 2 578 | 2 589 |